# Női egyéni műkorcsolya az 1932. évi téli olimpiai játékokon
Az 1932. évi téli olimpiai játékokon a műkorcsolya női egyéni versenyszámát február 9-én és 10-én rendezték. Az aranyérmet a norvég Sonja Henie nyerte. Magyar versenyző nem vett részt a versenyen.

## Eredmények
Hét bíró pontozta a versenyzőket. A pontok alapján a bírók mindegyikénél külön-külön kialakult egy sorrend, az egyes szakaszokban (kötelező elemek, kűr) és az összesítésnél is, ez egy helyezési pontszámot is jelentett. Az egyes szakaszok, valamint az összesítés eredménye a következő kritériumok alapján alakult ki:
1. „Többségi helyezések száma”. Az a versenyző végzett előrébb, akit a bírók többsége előrébb rangsorolt. A bírók többsége azt jelentette, hogy a legjobb 4 helyezést adó bíró helyezési pontszámait vették figyelembe, de ha a 4. bíró helyezésével még volt azonos helyezés, akkor az(oka)t is figyelembe vették. Ezt az adatot tartalmazza az oszlop. (Pl. a „6×3+” azt jelenti, hogy a versenyző 6 bírónál az első 3 hely valamelyikén végzett.)
2. „Helyezések összege” (az összes bíró helyezési pontszámainak összege)
3. „Pont” (az összes bíró által adott összpontszám)
4. A kötelező elemek pontszáma

### Kötelező elemek
A kötelező programot február 9-én rendezték.
| Hely. | Versenyző               | Nemzet                 | Többségi helyezések száma | Helyezések összege | Pont   |
| ----- | ----------------------- | ---------------------- | ------------------------- | ------------------ | ------ |
| 1.    | Sonja Henie             | Norvégia (NOR)         | 6×1+                      | 8,0                | 1370,5 |
| 2.    | Friederike Burger       | Ausztria (AUT)         | 4×3+                      | 20,5               | 1291,6 |
| 3.    | Maribel Vinson          | Egyesült Államok (USA) | 6×3,5+                    | 21,5               | 1298,0 |
| 4.    | Constance Wilson-Samuel | Kanada (CAN)           | 4×3,5+                    | 26,0               | 1284,2 |
| 5.    | Vivi-Anne Hultén        | Svédország (SWE)       | 7×5+                      | 29,0               | 1273,7 |
| 6.    | Yvonne de Ligne         | Belgium (BEL)          | 4×7+                      | 51,5               | 1189,9 |
| 7.    | Megan Taylor            | Nagy-Britannia (GBR)   | 4×8+                      | 57,0               | 1177,7 |
| 8.    | Cecilia Colledge        | Nagy-Britannia (GBR)   | 5×8+                      | 60,0               | 1166,3 |
| 9.    | Mollie Phillips         | Nagy-Britannia (GBR)   | 4×8+                      | 59,0               | 1166,6 |
| 10.   | Suzanne Davis           | Egyesült Államok (USA) | 4×10+                     | 71,5               | 1147,3 |
| 11.   | Joan Dix                | Nagy-Britannia (GBR)   | 4×11+                     | 73,0               | 1146,0 |
| 12.   | Margaret Bennett        | Egyesült Államok (USA) | 4×12+                     | 89,0               | 1115,9 |
| 13.   | Elizabeth Fisher        | Kanada (CAN)           | 6×13+                     | 83,0               | 1126,1 |
| 14.   | Louise Weigel           | Egyesült Államok (USA) | 5×13+                     | 90,0               | 1103,8 |
| 15.   | Mary Littlejohn         | Kanada (CAN)           | 7×15+                     | 101,0              | 1077,2 |

### Kűr
A kűrt február 10-én rendezték. A pontszám a bírók által adott pontok 11,5-szerese.
| Hely. | Versenyző               | Nemzet                 | Többségi helyezések száma | Helyezések összege | Pont  |
| ----- | ----------------------- | ---------------------- | ------------------------- | ------------------ | ----- |
| 1.    | Sonja Henie             | Norvégia (NOR)         | 7×1+                      | 7,0                | 932,0 |
| 2.    | Friederike Burger       | Ausztria (AUT)         | 4×2+                      | 17,5               | 875,5 |
| 3.    | Maribel Vinson          | Egyesült Államok (USA) | 6×4+                      | 24,0               | 860,5 |
| 4.    | Vivi-Anne Hultén        | Svédország (SWE)       | 5×4+                      | 25,0               | 855,8 |
| 5.    | Constance Wilson-Samuel | Kanada (CAN)           | 7×5+                      | 31,5               | 847,7 |
| 6.    | Yvonne de Ligne         | Belgium (BEL)          | 4×6+                      | 44,5               | 752,6 |
| 7.    | Megan Taylor            | Nagy-Britannia (GBR)   | 4×7+                      | 52,5               | 734,1 |
| 8.    | Margaret Bennett        | Egyesült Államok (USA) | 5×9+                      | 60,5               | 710,9 |
| 9.    | Mollie Phillips         | Nagy-Britannia (GBR)   | 5×10+                     | 71,5               | 698,1 |
| 10.   | Cecilia Colledge        | Nagy-Britannia (GBR)   | 4×10+                     | 70,5               | 685,3 |
| 11.   | Joan Dix                | Nagy-Britannia (GBR)   | 5×11+                     | 74,0               | 687,6 |
| 12.   | Elizabeth Fisher        | Kanada (CAN)           | 5×12+                     | 82,0               | 674,9 |
| 13.   | Louise Weigel           | Egyesült Államok (USA) | 4×13+                     | 87,5               | 665,6 |
| 14.   | Suzanne Davis           | Egyesült Államok (USA) | 5×14+                     | 94,0               | 633,1 |
| 15.   | Mary Littlejohn         | Kanada (CAN)           | 7×15+                     | 98,0               | 634,4 |

### Végeredmény
| Helyezés | Versenyző               | Nemzet                 | Helyezési pontszámok bírónként | Helyezési pontszámok bírónként | Helyezési pontszámok bírónként | Helyezési pontszámok bírónként | Helyezési pontszámok bírónként | Helyezési pontszámok bírónként | Helyezési pontszámok bírónként | Több. hely. száma | Hely. össz. | Pont   |
| Helyezés | Versenyző               | Nemzet                 | 1                              | 2                              | 3                              | 4                              | 5                              | 6                              | 7                              | Több. hely. száma | Hely. össz. | Pont   |
| -------- | ----------------------- | ---------------------- | ------------------------------ | ------------------------------ | ------------------------------ | ------------------------------ | ------------------------------ | ------------------------------ | ------------------------------ | ----------------- | ----------- | ------ |
| Arany    | Sonja Henie             | Norvégia (NOR)         | 1,0                            | 1,0                            | 1,0                            | 1,0                            | 1,0                            | 1,0                            | 1,0                            | 7×1+              | 7           | 2302,5 |
| Ezüst    | Friederike Burger       | Ausztria (AUT)         | 2,0                            | 4,0                            | 2,0                            | 3,0                            | 2,0                            | 2,0                            | 3,0                            | 4×2+              | 18          | 2167,1 |
| Bronz    | Maribel Vinson          | Egyesült Államok (USA) | 4,0                            | 2,0                            | 3,0                            | 4,0                            | 5,0                            | 3,0                            | 2,0                            | 4×3+              | 23          | 2158,5 |
| 4.       | Constance Wilson-Samuel | Kanada (CAN)           | 3,0                            | 5,0                            | 4,0                            | 5,0                            | 3,0                            | 4,0                            | 4,0                            | 5×4+              | 28          | 2131,9 |
| 5.       | Vivi-Anne Hultén        | Svédország (SWE)       | 5,0                            | 3,0                            | 5,0                            | 2,0                            | 4,0                            | 5,0                            | 5,0                            | 7×5+              | 29          | 2129,5 |
| 6.       | Yvonne de Ligne         | Belgium (BEL)          | 6,0                            | 6,0                            | 8,0                            | 6,0                            | 7,0                            | 6,0                            | 6,0                            | 5×6+              | 45          | 1942,5 |
| 7.       | Megan Taylor            | Nagy-Britannia (GBR)   | 8,0                            | 10,0                           | 7,0                            | 9,0                            | 6,0                            | 7,0                            | 8,0                            | 5×8+              | 55          | 1911,8 |
| 8.       | Cecilia Colledge        | Nagy-Britannia (GBR)   | 14,0                           | 9,0                            | 6,0                            | 7,0                            | 13,0                           | 8,0                            | 7,0                            | 4×8+              | 64          | 1851,6 |
| 9.       | Mollie Phillips         | Nagy-Britannia (GBR)   | 7,0                            | 8,0                            | 9,0                            | 10,0                           | 8,0                            | 12,0                           | 9,0                            | 5×9+              | 63          | 1864,7 |
| 10.      | Joan Dix                | Nagy-Britannia (GBR)   | 12,0                           | 7,0                            | 12,0                           | 12,0                           | 9,0                            | 13,0                           | 10,0                           | 6×12+             | 75          | 1833,6 |
| 11.      | Margaret Bennett        | Egyesült Államok (USA) | 9,0                            | 11,0                           | 13,0                           | 11,0                           | 10,0                           | 10,0                           | 11,0                           | 6×11+             | 75          | 1826,8 |
| 12.      | Suzanne Davis           | Egyesült Államok (USA) | 15,0                           | 12,0                           | 11,0                           | 8,0                            | 14,0                           | 11,0                           | 12,0                           | 5×12+             | 83          | 1780,4 |
| 13.      | Elizabeth Fisher        | Kanada (CAN)           | 10,0                           | 13,0                           | 10,0                           | 14,0                           | 12,0                           | 9,0                            | 14,0                           | 4×12+             | 82          | 1801,0 |
| 14.      | Louise Weigel           | Egyesült Államok (USA) | 13,0                           | 14,0                           | 14,0                           | 13,0                           | 11,0                           | 14,0                           | 13,0                           | 4×13+             | 92          | 1769,4 |
| 15.      | Mary Littlejohn         | Kanada (CAN)           | 11,0                           | 15,0                           | 15,0                           | 15,0                           | 15,0                           | 15,0                           | 15,0                           | 7×15+             | 101         | 1711,6 |